# Riccardo Patrese
Riccardo Gabriele Patrese (Padova, 17 aprile 1954) è un ex pilota automobilistico italiano.
Campione del mondo con i kart, campione italiano ed europeo di Formula 3, ha corso in Formula 1 dal 1977 al 1993 disputando 256 Gran Premi, record rimasto imbattuto per quindici anni, vincendone sei. Dopo un primo lungo periodo, caratterizzato più da delusioni che successi al volante di Shadow, Arrows, Brabham e Alfa Romeo, approda alla Williams, con cui disputa le sue stagioni migliori, in particolare il 1989, 1990 e 1991, prima di concludere la carriera con la Benetton dopo 17 stagioni. È stato anche un valido pilota nel Campionato del mondo sportprototipi al volante delle vetture Lancia, vincendo otto prove e sfiorando la conquista del titolo mondiale nel 1982. Per sei volte, nel 1980 e dal 1989 al 1993, è stato Campione italiano assoluto di velocità. È tuttora l'ultimo pilota italiano ad aver lottato per il Mondiale piloti in Formula 1 dalla stagione 1992.
Dotato di una guida molto aggressiva, era considerato da vari piloti arrogante e non era molto amato all'interno del Circus, venendo spesso attaccato dall'inglese James Hunt. Nonostante le critiche, ha instaurato buoni rapporti con molti piloti, in particolare Michele Alboreto, Eddie Cheever, Elio De Angelis, Andrea De Cesaris, Thierry Boutsen e Nigel Mansell.

## Biografia
Riccardo Patrese nasce il 17 aprile 1954 a Padova, dove trascorre l'infanzia in modo sereno e senza difficoltà economiche; il padre Mario era un commerciante di generi alimentari, la madre Elena Zorzati insegnava lettere alle scuole medie, mentre il fratello Alberto diventerà ingegnere meccanico all'Alfa Romeo.
Dopo il diploma al liceo scientifico s'iscrive alla facoltà di scienze politiche che frequenta per alcuni anni, ma senza arrivare alla laurea. Pratica a livello agonistico sci e soprattutto nuoto: specialista dello stile libero, gareggia per la Rari Nantes Patavium 1905 con la futura campionessa del mondo Novella Calligaris e lo sfortunato Amedeo Chimisso, deceduto con altri amici di Patrese nella tragedia di Brema. Abbandona entrambi gli sport quando il karting, inizialmente solo un divertimento, e poi l'automobilismo diventeranno la sua attività principale.
Quando ancora non è un professionista del volante, si sposa con Susi Martinis che gli rimarrà vicina per tutta la carriera agonistica, rendendosi fondamentale nei momenti importanti, e gli darà tre figli: Simone, nato il giorno dell'esordio in Formula 1 nel 1977, e le gemelle Maddalena e Beatrice nate nel 1985; la famiglia vive in modo agiato tra Monaco e il Veneto. Negli anni successivi al ritiro dalla Formula 1 si separa da Susi, in seguito moglie di Norberto Ferretti, per poi fidanzarsi con Francesca Accordi, in seguito si sono sposati, da cui avrà i figli Lorenzo ed Elena.
Pratica l'equitazione, passione che condivide con le figlie, il golf, il tennis e lo sci; fin dal 1981 gioca a calcio con il ruolo di centrocampista nella Nazionale Piloti, squadra ideata a scopo benefico, di cui è capitano e in passato si allenava frequentemente con il Padova. È sempre stato molto appassionato anche di ferrovie e modellismo ferroviario: nel dicembre 1989 rilasciò in proposito un'intervista alla rivista mensile i Treni (pubblicata sul n. 100 - gennaio 1990), in cui mostrò anche la sua vasta collezione di modelli; nel 2003, dopo la morte del fratello Alberto, ha ereditato una grande collezione di modellini d'auto comprendente tutte le vetture da corsa guidate nella sua carriera.

## Carriera

### Esordi

Padova, 5 ottobre 1960. Patrese impegnato con il kart costruito dal fratello

Riccardo Patrese si avvicina al mondo delle corse grazie alla passione del padre e del fratello maggiore; con un kart costruito artigianalmente proprio dal fratello, inizia a correre a undici anni anche se i motori rimangono solo un divertimento che il ragazzino alterna allo sci e al nuoto, praticati a un buon livello agonistico, fino al 1970 quando inizia a impegnarsi seriamente nelle gare. I maggiori successi ottenuti nella categoria sono il campionato italiano classe 100, i due titoli europei a squadre e il mondiale, risultati che gli valgono il premio Pilota d'Oro e due medaglie al valore atletico.
Dopo le vittorie ottenute con i kart nelle stagioni precedenti, nel 1975 la Federazione Italiana Karting offre a Patrese la possibilità di guidare una monoposto in Formula Italia, ma il pilota preferisce accordarsi con la Scuderia Nettuno di Bologna. Nel corso della stagione s'impone nelle gare di Vallelunga, Mugello e Imola, arriva due volte secondo e quattro terzo, piazzandosi al secondo posto in campionato preceduto da Bruno Giacomelli. La stagione, iniziata senza grandi ambizioni e più per divertimento che per raggiungere un obiettivo, si conclude quindi al di sopra delle aspettative e spinge Patrese, sempre seguito e consigliato dal padre, a tentare un salto di categoria.
Per gareggiare in Formula 3 nel 1976 contatta Osella e Pavanello, che però cercano solo piloti disposti a pagare per correre; nonostante la proposta del padre di vendere alcune proprietà di famiglia per finanziare la stagione, Patrese rifiuta le offerte, non accettando di diventare un pilota pagante, e in seguito si accorda con Trivellato, da poco importatore Chevron, che cerca un giovane per disputare il campionato italiano e quello europeo. Non delude le aspettative della squadra e vince le gare di Zandvoort, Pergusa, Monza, Kassel-Calden, Magione e conquista sia il titolo nazionale sia quello continentale. A fine anno la rivista Autosprint gli assegna il prestigioso Casco d'Oro.

Magione, 1º novembre 1976. Patrese festeggia la vittoria nella finalissima della F3 italiana e annessa conquista del titolo nazionale; con lui sul podio, Oscar Pedersoli (a sinistra) e Lamberto Leoni (a destra).

Per la stagione 1977 viene confermato da Trivellato per correre in Formula 2, dove trova come avversari Giacomelli, Arnoux, Pironi, Cheever e occasionalmente alcuni piloti di Formula 1, ottenendo subito risultati incoraggianti. Il primo maggio, sullo storico e pericoloso circuito del Nürburgring, segna la pole position con tre secondi di vantaggio su Mass e Regazzoni, già affermati piloti della massima serie, e, anche se in gara sarà costretto al ritiro quando è al comando, viene notato dai tecnici della Shadow che gli offrono la possibilità di esordire in Formula 1. Trivellato acconsente che il suo pilota gareggi anche nella massima serie, a patto però che mantenga come impegno principale la Formula 2, condizione accettata dalla squadra americana; nella categoria ottiene un'altra pole position e numerosi podi che gli permettono di ottenere il quarto posto finale nel campionato europeo e la vittoria in quello italiano. Nel 1978 Patrese è impegnato a tempo pieno in Formula 1 e partecipa a due soli eventi di Formula 2 salendo sul terzo gradino del podio al Gran Premio JAF, prestigiosa corsa asiatica disputata a Suzuka e vinta l'anno precedente.
Partecipa tre volte al Gran Premio di Macao, all'epoca disputato secondo i regolamenti della Formula Pacific, e trionfa nel 1977 partendo dalla pole position; bissa il successo anche l'anno seguente, mentre nel 1979 centra nuovamente la pole e arriva secondo in gara.

### Formula 1

#### L'esordio con la Shadow (1977)

Monza, 11 settembre 1977. Patrese alla guida della Shadow DN8 nella stagione dell'esordio in Formula 1.

Le buone qualità dimostrate in Formula 2 all'inizio del 1977, in particolare la pole position ottenuta sul pericoloso circuito del Nürburgring davanti a Mass e Regazzoni, lo fanno notare dai tecnici della Shadow che cercano un pilota per sostituire Zorzi. Tramite il giornalista Giorgio Piola, le trattative tra il padovano e la scuderia americana sponsorizzata dall'italiano Ambrosio vanno a buon fine e Patrese viene assunto per disputare alcune gare nella stagione 1977 al fianco di Alan Jones.
Esordisce al volante della Shadow DN8 in occasione del Gran Premio di Monaco senza nessuna esperienza nella massima serie, tanto che molti tra gli addetti ai lavori sono convinti che non riuscirà neanche a qualificarsi; invece ottiene il quindicesimo tempo in prova e porta a termine la gara al nono posto nel giorno in cui nasce il suo primo figlio. Nel corso della stagione, in cui continua anche il suo impegno in Formula 2, si ritira diverse volte per incidenti e problemi meccanici non cogliendo risultati positivi fino al Gran Premio del Giappone, ultima prova del Campionato, in cui taglia il traguardo al sesto posto e conquista il primo punto iridato che gli permette di concludere la sua prima stagione in Formula 1 al ventesimo posto.

#### Il passaggio in Arrows (1978-1981)
Alla fine del 1977 i soci della Shadow, Rees, Oliver, Southgate e lo sponsor principale Ambrosio, abbandonano la compagine americana per fondare la Arrows che parteciperà al mondiale dalla stagione successiva con Patrese come pilota. Il padovano accetta di gareggiare con la squadra inglese rinunciando all'offerta di Frank Williams, agli esordi come costruttore, che assume al suo posto Alan Jones, con cui vincerà il titolo mondiale nel 1980.
1978

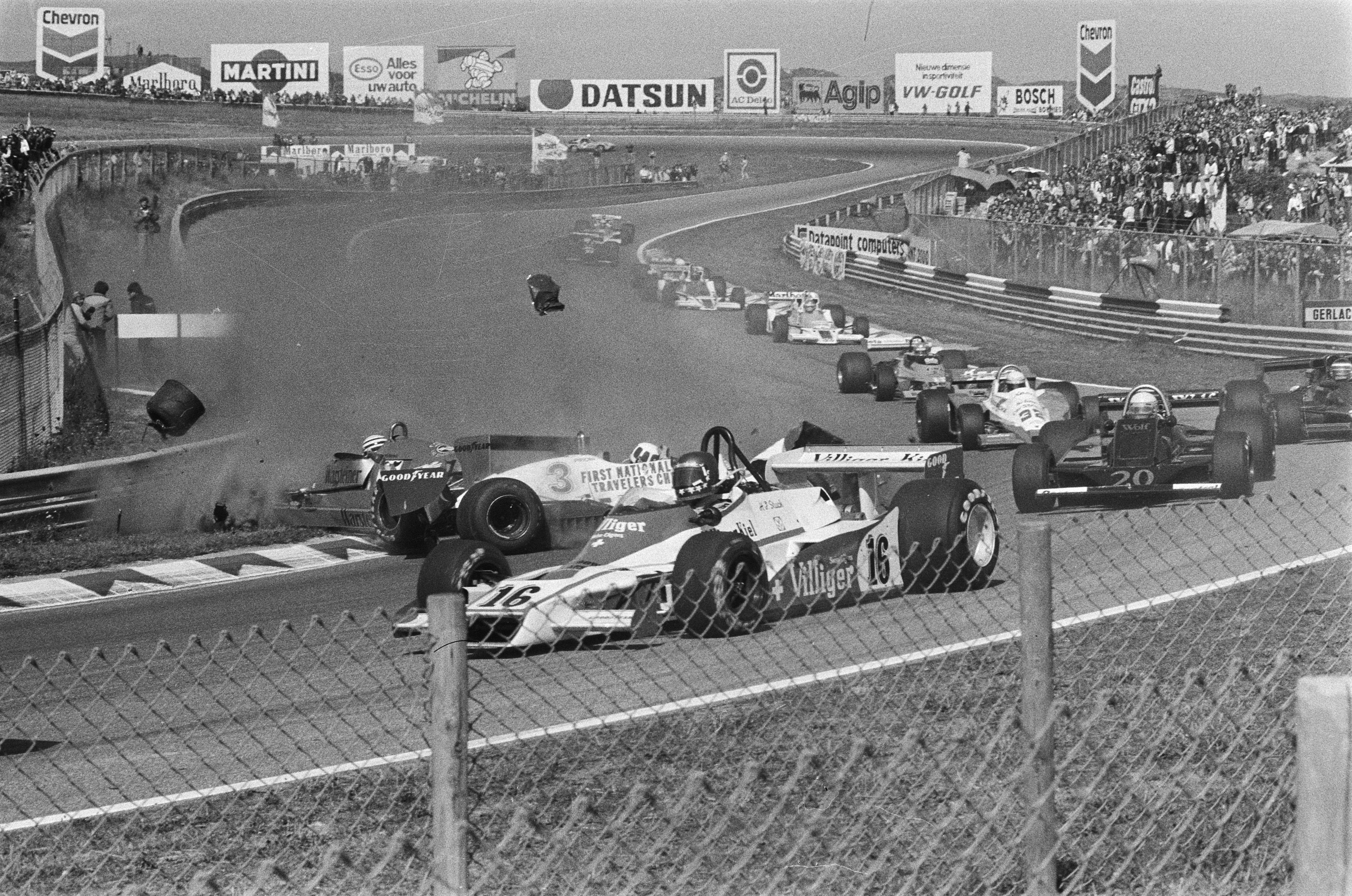
Zandvoort, 27 agosto 1978. Incidente al via tra Patrese e Pironi.

Inizia la stagione 1978 con la FA1, vettura progettata da Southgate e molto contestata in quanto quasi identica alla Shadow DN9, in seguito sostituita dalla A1. Si fa notare al Gran Premio del Sudafrica quando, con un sorpasso su Jody Scheckter, si porta al comando della gara che condurrà fino al ritiro per problemi meccanici a quindici giri dall'arrivo. In seguito a questa buona prestazione ottiene di firmare un pre-contratto con la Ferrari per sostituire Gilles Villeneuve nella successiva stagione ma, dopo la vittoria in Canada, quest'ultimo verrà confermato. Nel corso del campionato viene contattato anche da Brabham e Alfa Romeo, sempre per disputare la stagione seguente con le loro vetture, ma preferisce non cambiare scuderia. Nelle gare successive ottiene qualche punto e sale per la prima volta sul podio grazie al secondo posto conquistato al Gran Premio di Svezia, vinto dal campione del mondo in carica Niki Lauda con l'innovativa Brabham BT46 dotata di un vistoso ventilatore posteriore poi vietato dalla FIA.

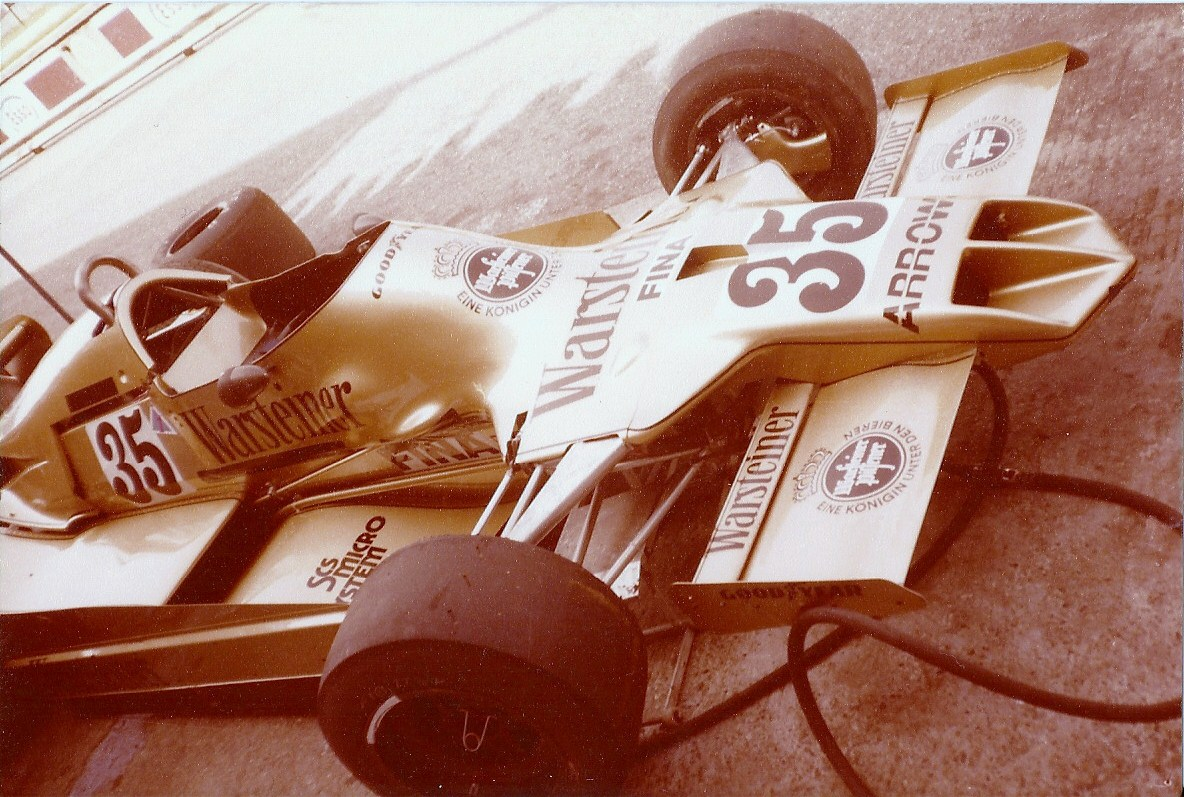
La Arrows A1 utilizzata da Patrese nella seconda parte della stagione 1978

Il 10 settembre 1978 in occasione del Gran Premio d'Italia a Monza parte in dodicesima posizione, schierato in sesta fila. Dopo la caotica partenza, alla variante Goodyear s'innesca un pauroso incidente che coinvolge Peterson, Hunt, Daly, Pironi, Stuck, Brambilla, Regazzoni, Depailler, Lunger e Reutemann. A causa delle conseguenze dello scontro, i ritardi nei soccorsi e forse alcuni errori dei medici, perde la vita Ronnie Peterson, pilota svedese della Lotus. Patrese viene subito accusato dai colleghi di aver causato l'incidente e per questo gli viene impedito di partecipare al successivo Gran Premio degli Stati Uniti-Est. In seguito viene rinviato a giudizio con l'accusa di omicidio colposo per la quale il pubblico ministero Armando Spataro chiede otto mesi di reclusione con la condizionale. Tra i testimoni che accusano il padovano ci sono i piloti Arturo Merzario e Hunt, mentre depone in sua difesa il Commissario CSAI Alberto Librizzi, che aveva assistito all'incidente da vicino. Il 28 ottobre 1981 Riccardo Patrese viene assolto con formula piena per non aver commesso il fatto. Da una documentazione resa pubblica nel 2001 si evince che a innescare il drammatico incidente fu Hunt, nel frattempo deceduto nel 1993, uno dei primi e più accaniti accusatori di Patrese.
Patrese accusa un duro colpo, in quanto deluso e amareggiato per essere stato accusato e punito ingiustamente per colpa di altri, e si trova a dover rilanciare una carriera che fino a poco tempo prima sembrava destinata a grandi successi; con forza d'animo e combattività riparte per dimostrare il suo valore in pista ma alcuni atteggiamenti, dovuti al risentimento nei confronti di una parte dell'ambiente della Formula 1, lo fanno risultare scontroso e antipatico a molti.
1979

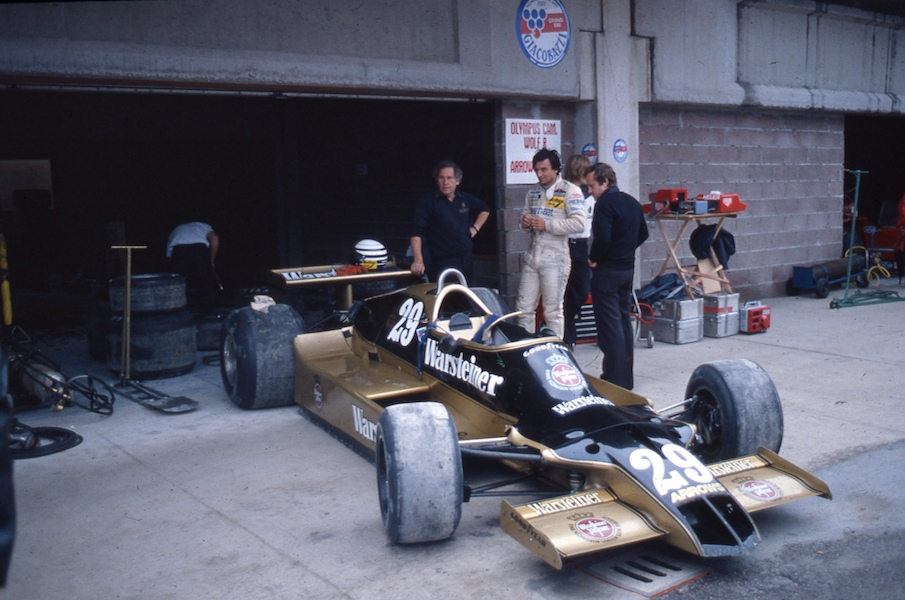
Patrese ai box di Imola nel 1979 vicino alla deludente Arrows A1B con cui ottiene poche soddisfazioni

Per il 1979 Patrese decide di rimanere con la Arrows, che ormai conosce e in cui si trova bene, nonostante l'interessamento da parte di Brabham e Alfa Romeo. Nella prima parte della stagione pilota la A1B, ma guadagna solo due punti grazie al quinto posto del Gran Premio del Belgio. In Francia porta in gara la rivoluzionaria ma deludente A2, nella quale ripone le sue speranze di vittoria. La vettura, nel tentativo di sfruttare in maniera esasperata l'effetto suolo, viene disegnata totalmente priva di alettoni, ma fin dall'inizio evidenzia notevoli problemi di bilanciamento e di ondeggiamento sull'asse verticale. Patrese conclude la gara solo quattordicesimo e nelle successive quattro prove si ritira per problemi meccanici, tanto che la Arrows decide di schierare nuovamente le A1B con cui ottiene un buon quarto posto al Gran Premio Dino Ferrari non valido per il campionato.
1980
Nella stagione 1980 pilota la nuova A3 vettura convenzionale, abbastanza affidabile, ma non particolarmente competitiva. I migliori risultati della stagione sono il sesto posto al Gran Premio del Brasile e il secondo negli Stati Uniti dell'Ovest vinto da Nelson Piquet con la Brabham. In marzo viene nuovamente contattato dalla Ferrari per sapere quanto vorrebbe guadagnare per correre con loro; il pilota inizialmente propone che sia la squadra a fare la sua offerta poi chiede lo stesso stipendio che gli paga la Arrows, ma in seguito gli viene comunicato che la Ferrari non è più interessata a lui avendo assunto il francese Didier Pironi. Porta avanti anche trattative con Carlo Chiti dell'Alfa Romeo che poi decide di ingaggiare Mario Andretti, con Bernie Ecclestone, titolare della Brabham, ma in questo caso emergono problemi di sponsorizzazione, con la March, con l'esordiente Toleman, con la Tyrrell e la Fittipaldi, decidendo infine di rimanere ancora un anno con l'Arrows. A fine stagione è nono con sette punti ottenuti.
1981

Imola, 3 maggio 1981. Patrese risponde dal podio agli applausi del pubblico per il secondo posto nel Gran Premio di San Marino.

La rinnovata A3 schierata nella stagione 1981 è decisamente più performante della precedente, ma fragile dal punto di vista meccanico. Nonostante ciò la prima parte del campionato è molto positiva: grazie all'innovazione delle minigonne trasversali, messa a punto da Wass, Patrese centra la sua prima pole position in carriera sul circuito cittadino di Long Beach in occasione del Gran Premio degli Stati Uniti d'America-Ovest. Dopo aver dominato la gara per i primi venti giri, viene però costretto al ritiro per problemi meccanici. Sale poi sul terzo gradino del podio in Brasile e sul secondo a Imola. Questi rimarranno gli unici buoni risultati di una stagione che lo vede spesso costretto al ritiro per problemi meccanici o comunque lontano dalla zona punti, anche a causa del budget limitato della scuderia inglese, che non può permettersi ulteriori sviluppi alla monoposto.
Al Gran Premio del Belgio, dove si schiera in seconda fila, viene coinvolto incolpevolmente in un drammatico incidente. Alla seconda ripartenza il motore si spegne e Patrese si sbraccia per segnalare il problema; il suo meccanico, Dave Luckett, accorre per riavviare la macchina, ma il direttore di gara non si accorge di niente e fa partire regolarmente la corsa. Siegfried Stohr, l'altro pilota della Arrows, che parte molto più indietro, tampona la vettura di Patrese quando il tecnico sta ancora lavorando sul motore schiacciandolo tra le due macchine. Luckett se la caverà senza gravi conseguenze, mentre le due Arrows non prenderanno più il via. Conclude la quarta e ultima stagione con la squadra inglese al decimo posto con undici punti.

#### Le prime vittorie con la Brabham (1982-1983)
Dopo cinque anni al volante di vetture poco competitive, inaffidabili o deludenti con le quali comunque riesce a ottenere alcuni buoni risultati, nel 1982 Patrese viene assunto da Bernie Ecclestone, patron della Brabham, con cui aveva portato avanti diverse trattative negli anni precedenti, potendo finalmente ambire a risultati importanti. La prima esperienza al volante di una Brabham avviene alla fine del 1981 in occasione di una manifestazione all'Aeroporto di Treviso-Istrana che prevede una serie di sfide di accelerazione tra un F-104 dell'Aeronautica Militare in diverse configurazioni di carico e i piloti Patrese e Piquet con la Brabham, Villeneuve con la Ferrari e Giacomelli con l'Alfa Romeo; Patrese non ha confidenza con la vettura in quanto è all'esordio con la nuova squadra e si trova a sfidare l'aereo nella configurazione più leggera, risultando l'unico pilota sconfitto.
1982

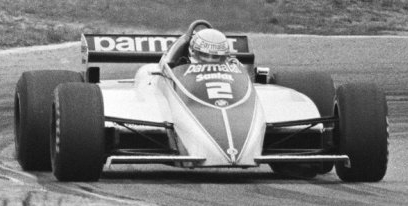
Zandvoort, 3 luglio 1982. Patrese al volante della Brabham BT50 BMW al Gran Premio d'Olanda.

Nella stagione 1982 porta in gara sia la vecchia BT49, dotata del classico motore aspirato Ford, sia la nuova BT 50 motorizzata BMW Turbo; il compagno di squadra è il brasiliano Nelson Piquet, campione del mondo in carica, assunto dal team nel 1978 dopo la decisione di Patrese di rimanere alla Arrows, rifiutando il contratto triennale offertogli da Bernie Ecclestone per affiancare Niki Lauda. Dopo il ritiro nei primi due Gran Premi della stagione parte in diciottesima posizione al Gran Premio degli Stati Uniti-Ovest riuscendo poi a salire sul terzo gradino del podio al termine di una gara caratterizzata da incidenti, ritiri e squalifiche; salta il Gran Premio di San Marino a causa del boicottaggio attuato dalle squadre inglesi per protesta contro la FIA per poi ritirarsi in Belgio.
Al Gran Premio di Monaco ottiene il secondo tempo in qualifica che gli permette di partire dalla prima fila affiancato alla Renault di Arnoux. Al via non riesce ad avere un buono spunto e viene sorpassato da Giacomelli e Prost, ma riesce comunque a mantenersi nelle prime posizioni e alla sessantanovesima tornata fa segnare il giro veloce; a pochi giri dalla fine inizia a piovere e molti piloti sono costretti al ritiro per incidenti o uscite di pista. Anche Patrese va in testacoda e spegne la macchina (si saprà poi anni dopo che la causa fu per una perdita d'olio causata dall'auto di Derek Dely doppiato che lo precedeva) ma viene spinto dai commissari e riesce a ripartire. Grazie a una guida prudente è l'unico pilota a portare a termine tutti i settantasei giri previsti risultando il vincitore, ma si rende conto solo al momento della premiazione di aver vinto il suo primo Gran Premio. Nel prosieguo della stagione si ritira frequentemente, ma ottiene il secondo posto in Canada preceduto dal compagno di squadra, il quinto in Svizzera e fa segnare il giro veloce in Germania; conclude la stagione con ventuno punti e il decimo posto in classifica precedendo Piquet.
1983

Monza, 11 settembre 1983. Patrese festeggia con la moglie la pole position ottenuta al Gran Premio d'Italia.

Per la stagione 1983 Patrese guida la BT 52 provando frequentemente le modifiche che se positive verranno adottate sulla macchina di Piquet. Nella prima parte della stagione si ritira frequentemente, quasi sempre per problemi meccanici, mentre il compagno di squadra ottiene regolarmente risultati positivi che gli danno la possibilità di lottare per il campionato del mondo. A Imola parte dalla quinta posizione, al sesto giro va in testa, ma a seguito di un pit-stop non particolarmente brillante viene superato dalla Ferrari di Tambay. Dopo essersi lanciato all'inseguimento riesce ad annullare lo svantaggio e lo sorpassa, tornando al comando della corsa e facendo segnare il giro veloce, ma, a causa dello sporco sull'asfalto e soprattutto, per sua ammissione, di un calo di concentrazione, esce di strada alla seconda curva delle Acque Minerali, terminando la gara sul prato; viene fischiato e insultato dai tifosi della Ferrari che vedono un pilota, anche se italiano, uscire di scena per lasciare la vittoria alla Ferrari ma soprattutto perde ogni possibilità di lottare per titolo diventando definitivamente il gregario di Piquet.
Sale sul terzo gradino del podio in Germania, cogliendo i primi punti della stagione. Al Gran Premio d'Italia centra la pole position, ma dopo due giri si deve ritirare. Nell'ultima prova della stagione, il Gran Premio del Sudafrica, parte dalla seconda fila e vince la gara davanti a De Cesaris e Piquet che conquista il suo secondo titolo mondiale, mentre Patrese è solo nono con tredici punti. Per la stagione successiva, Ecclestone propone a Patrese il rinnovo del contratto come seconda guida per aiutare Piquet nella conquista dell'ennesimo mondiale, offerta che il padovano rifiuta preferendo accordarsi con l'italiana Alfa Romeo.

#### La delusione Alfa Romeo (1984-1985)
1984

Monza, 9 settembre 1984. Michele Alboreto, Niki Lauda e Patrese sul podio al Gran Premio d'Italia.

Nella stagione 1984, dopo anni in team anglosassoni, Patrese viene assunto dalla squadra italiana Alfa Romeo sponsorizzata dal gruppo industriale trevigiano Benetton. Le aspettative sono alte, sia da parte della scuderia sia del pilota, il quale dichiara che l'obiettivo minimo per l'annata è la vittoria di un Gran Premio. All'interno della squadra, però, si respira un clima di tensione dovuto ai contrasti tra l'ingegner Chiti, responsabile dell'Alfa Romeo poi licenziato a fine stagione, e Pavanello, titolare dell'Euroracing, che gestisce le vetture in pista; a farne le spese saranno soprattutto i due piloti, Patrese e Cheever, che non avranno mai una monoposto veramente competitiva.
Fin dai primi test invernali, pur cogliendo qualche buona prestazione sul giro singolo, la nuova 184T si dimostra inaffidabile, soffrendo spesso di problemi al motore, in particolare alle turbine, e di un eccessivo consumo di carburante. Durante tutto il campionato vari problemi continuano ad affliggere le vetture dell'Alfa Romeo tanto che, tranne in Sudafrica dove si classifica al quarto posto a due giri dal vincitore Lauda, Patrese si ritira regolarmente, in due occasioni anche per essere rimasto senza benzina a causa degli eccessivi consumi del motore 890T. La situazione migliora solo nelle ultime prove del campionato: al Gran Premio d'Italia a Monza centra il miglior risultato stagionale tagliando il traguardo in terza posizione, a un giro dai primi classificati Lauda e Alboreto, mentre arriva sesto al Nürburgring e ottavo nell'ultima gara stagionale all'Estoril.
1985

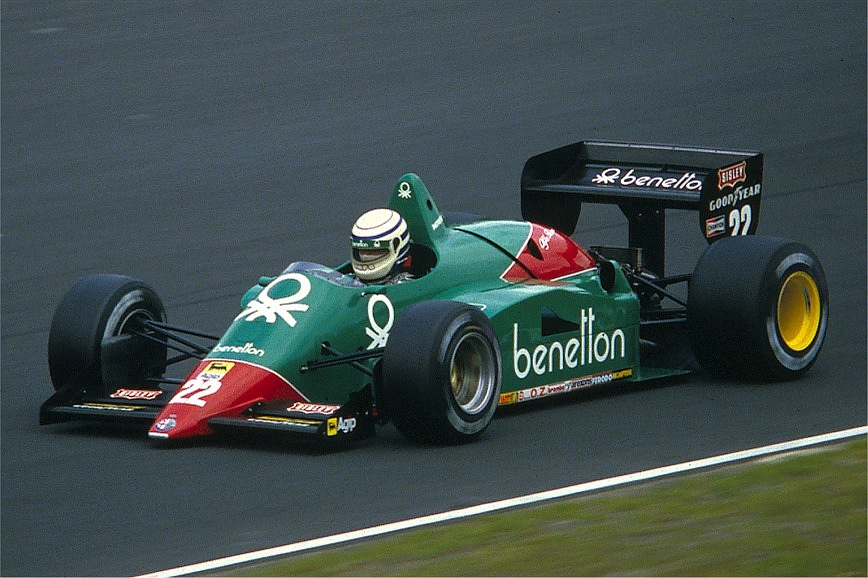
Nürburg, 2 agosto 1985. Patrese impegnato nelle prove del Gran Premio di Germania con l'Alfa Romeo 184 T.

Per la stagione 1985 Patrese porta in gara la 185T che nei test invernali aveva dato ottimi risultati ma che in gara si dimostrerà poco competitiva e ancora meno affidabile tanto che ottiene un nono posto a Silverstone come migliore risultato e numerosi ritiri. Viste le modeste prestazioni ottenute da entrambi i piloti, l'Alfa Romeo decide di non utilizzare più la vettura sostituendola per la seconda parte di stagione con la 184T dell'anno precedente. Con la vecchia macchina Patrese si ritira per sette volte e porta a termine solo il Gran Premio d'Europa in nona posizione; per la prima e unica volta in carriera chiude la stagione senza avere ottenuto punti iridati. In dicembre cita in giudizio l'Euroracing chiedendo settecento milioni di lire per inadempienza al contratto. Per l'Alfa Romeo è l'ultima stagione in Formula 1 mentre lo sponsor principale fonda l'omonima scuderia Benetton, con cui anni dopo Patrese concluderà la sua lunghissima carriera.
Le ultime deludenti stagioni, la nascita delle figlie, la voglia di stare in famiglia e la raggiunta sicurezza economica portano Patrese a meditare il ritiro dalle competizioni, idea abbandonata per continuare a gareggiare ancora per molti anni.

#### Il ritorno in Brabham (1986-1987)
Il periodo negativo all'Alfa Romeo, in cui medita anche il ritiro, porta Patrese ad avere grandi difficoltà nel trovare una squadra per l'anno seguente e riesce continuare la sua carriera in Formula 1 solo grazie all'aiuto di Bernie Ecclestone che lo assume nuovamente alla Brabham. Nel dicembre 1985, in occasione di una serie di test all'Estoril, viene ufficializzato l'ingaggio da parte della scuderia britannica dei piloti italiani Riccardo Patrese ed Elio De Angelis che nel breve periodo come compagni di team instaurano un buon rapporto di amicizia e collaborazione.
1986

Imola, 27 aprile 1986. Elio De Angelis, compagno di squadra di Patrese, al volante della Brabham BT55 con cui troverà la morte alcuni giorni dopo, a causa di un cedimento meccanico.

La Brabham schiera per la stagione 1986 la BT55, detta sogliola per il profilo estremamente basso, vettura innovativa dotata di un potente motore BMW turbo, ma afflitta da grandi problemi di affidabilità tanto che l'unico risultato utile nella prima parte della stagione è il sesto posto a Imola. In maggio Patrese viene convocato per disputare dei test al Circuito Paul Ricard, ma quando il compagno di squadra gli chiede di poterlo sostituire per prendere maggiore confidenza con la vettura, accetta e gli cede il posto; pochi giorni dopo Elio De Angelis perde la vita per le conseguenze dell'incidente occorsogli durante quei test sul circuito francese, dove, a causa del distacco dell'alettone posteriore, la sua BT55 perde aderenza, si rovescia diverse volte e si schianta contro le barriere prendendo fuoco senza lasciare scampo al pilota. Nel prosieguo della stagione, quando porta in gara anche la vecchia BT54, continuano i ritiri e gli arrivi lontano dalla zona punti, tranne a Detroit dove taglia il traguardo in sesta posizione. Conclude il campionato con due soli punti.
1987
Il 1987 è l'ultima stagione della Brabham sotto la gestione di Ecclestone, impegnato prevalentemente in altre attività legate alle corse, che prima di chiudere provvisoriamente la squadra aiuta Patrese a trovare un contratto per l'anno successivo. Viene schierata la BT56, vettura più convenzionale della precedente, poco competitiva e poco affidabile che spesso costringe Patrese a ritirarsi. Il primo risultato positivo della stagione arriva in Ungheria con un quinto posto mentre al Gran Premio del Messico taglia il traguardo in terza posizione preceduto solo dai due piloti Williams, Mansell e Piquet, in lotta tra di loro per la conquista del Campionato del mondo. Abbandona anticipatamente la compagine inglese per disputare l'ultima gara della stagione in sostituzione di Mansell alla Williams con cui ha precedentemente firmato un contratto per l'anno successivo.
In questo secondo periodo con la Brabham di Ecclestone ricomincia a gareggiare in modo sereno e viene rivalutato come pilota, cambiando l'approccio con l'ambiente della Formula 1, e perde la fama di pilota antipatico e scontroso; Patrese stesso la considera come una rinascita che segna l'inizio di una nuova fase della sua carriera, la più positiva e ricca di successi che lo porteranno a raggiungere traguardi fino a quel momento insperati.

#### I successi con la Williams (1987-1992)
Le prime trattative tra Frank Williams e Riccardo Patrese risalgono al 1977, quando il costruttore è agli esordi della sua attività e il pilota un giovane esordiente nel mondo della Formula 1 che sceglie la Arrows, lasciando il posto ad Alan Jones, il quale tre anni dopo vincerà il mondiale al volante della Williams; le loro strade si incroceranno nuovamente dieci anni dopo dando vita a una lunga e proficua collaborazione.
1987
Nel corso della stagione 1987 Patrese, che è ancora un pilota ufficiale della Brabham, prova pubblicamente la Williams FW11B all'autodromo di Imola lasciando presagire un probabile accordo tra il pilota padovano e la squadra britannica; in settembre la Williams rende noto pubblicamente l'ingaggio di Patrese che ritorna a gareggiare in un team di alto livello dopo anni di delusioni. Al Gran Premio d'Australia, ultima prova stagionale, partecipa al volante della Williams in sostituzione dell'infortunato Mansell piazzandosi al nono posto, attardato da un problema meccanico.
1988

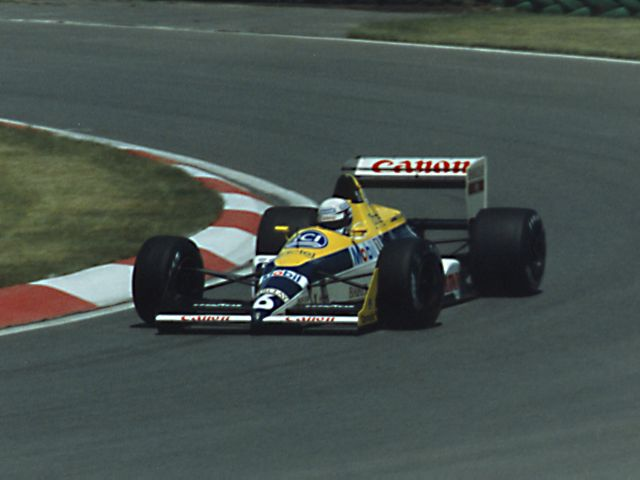
Montreal, 12 giugno 1988. La Williams FW12 condotta da Patrese al Gran Premio del Canada.

Nella stagione 1988, quando perde la fornitura dei motori turbo Honda, la Williams deve ripiegare sui poco competitivi Judd aspirati da montare sulla FW12, che schiera per l'inedita ed esperta coppia di piloti formata dal nuovo arrivato Patrese, assunto con un contratto da secondo pilota, e dal riconfermato Mansell, vicecampione del mondo nella stagione precedente. La vettura non si dimostra né competitiva né affidabile costringendo Patrese al ritiro in Brasile e a un anonimo tredicesimo posto a San Marino per poi arrivare sesto al traguardo a Monte Carlo, conquistando il primo punto con la nuova squadra; nei successivi Gran Premi si ritira frequentemente o comunque non ottiene buoni piazzamenti. Va meglio la seconda parte della stagione in cui conquista alcuni punti in Ungheria, Spagna, Giappone e Australia che gli permettono di piazzarsi all'undicesimo posto in Campionato, non lontano da Mansell, che porta a termine solo due Gran Premi ma in entrambe le occasioni sale sul podio, precedendo Patrese nella classifica finale.
1989

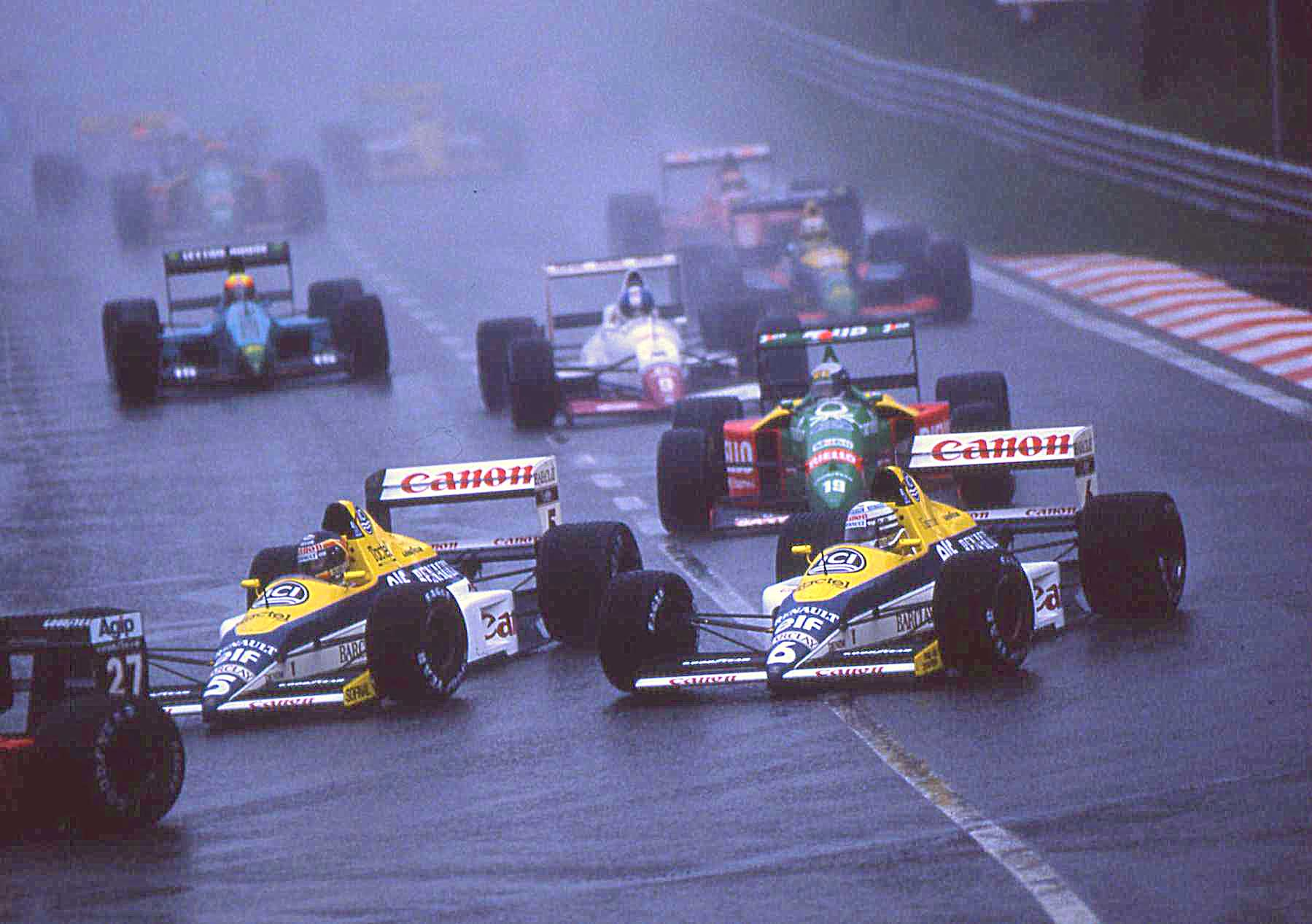
Spa-Francorchamps, 27 agosto 1989. Da destra: le Williams FW12C di Patrese e del compagno di squadra Thierry Boutsen affrontano la prima curva al via del Gran Premio del Belgio.

Per la stagione 1989 viene portata in gara la FW12C, evoluzione del modello precedente, ma dotata del nuovo motore dieci cilindri fornito dalla Renault al rientro nel Mondiale di Formula 1. Mansell abbandona la compagine inglese per correre con la Ferrari e viene rimpiazzato da Thierry Boutsen, che affiancherà Patrese per due anni. La vettura è veloce ma non sempre affidabile e all'esordio stagionale, in Brasile, Patrese si qualifica con il secondo tempo e segna il giro veloce, prima di essere costretto al ritiro; analogo epilogo ha anche la gara di Imola, mentre a Monaco conclude al quindicesimo posto con quattro giri di ritardo dal vincitore Ayrton Senna. Inizia poi una scia di risultati positivi e nelle quattro prove successive sale sempre sul podio grazie ai secondi posti nei Gran Premi di Messico, Stati Uniti, Canada e al terzo in Francia. Dopo il ritiro a Silverstone in seguito a un incidente, arriva quarto a Hockenheim. Al Gran Premio d'Ungheria centra la pole position davanti a Senna, ma in gara ha un problema al radiatore che lo costringe al ritiro. A causa di una collisione con Michele Alboreto si ritira anche a Spa, mentre a Monza sfiora il podio arrivando quarto al traguardo.

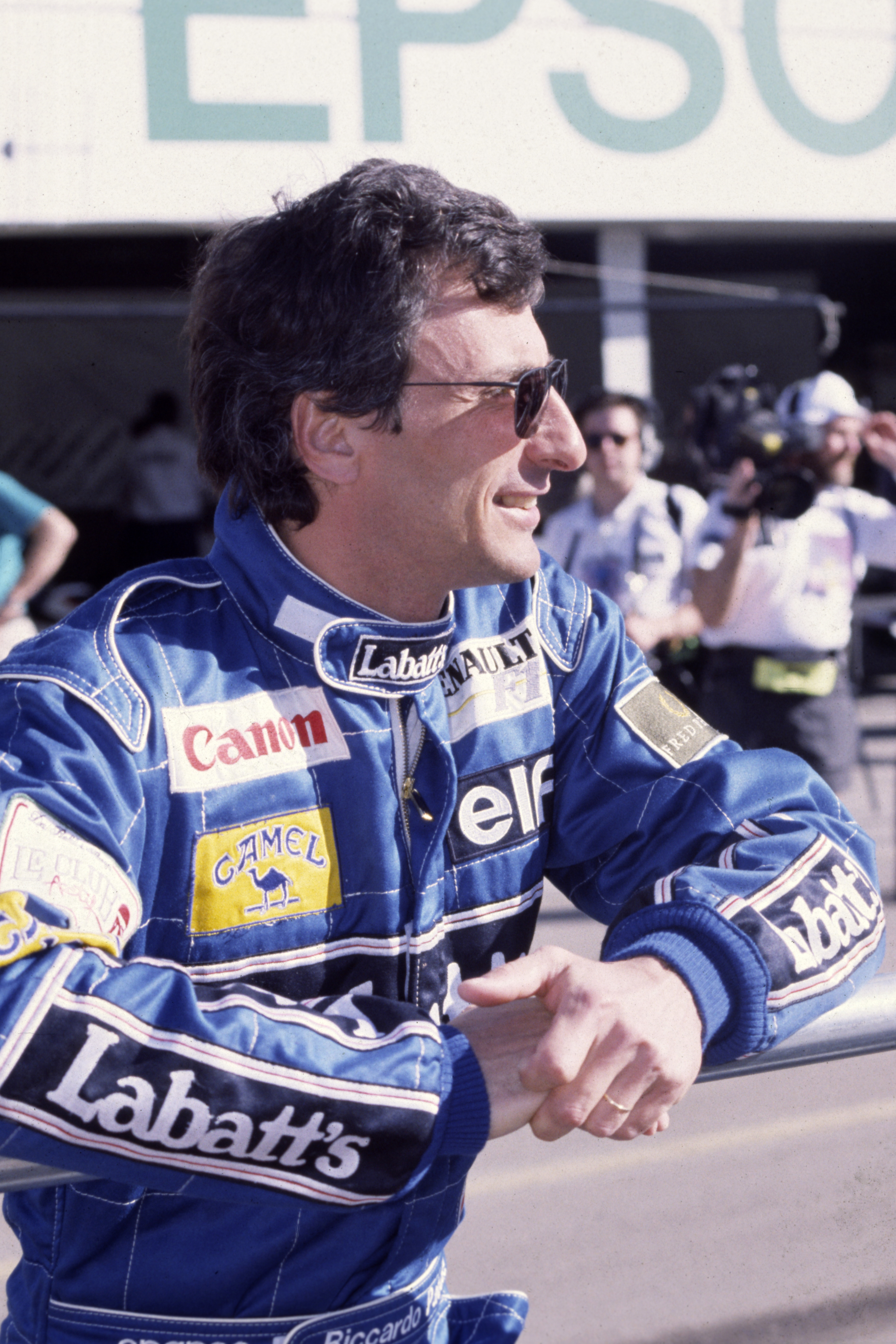
Un sorridente Patrese che nel 1991 disputa la migliore stagione della carriera

In occasione del Gran Premio del Portogallo gareggia con la nuova FW13, ma si ritira per il surriscaldamento del motore e alla corsa successiva in Spagna ottiene il quinto posto con la FW12C che utilizza per l'ultima volta. Al Gran Premio del Giappone arriva al traguardo in terza posizione preceduto da Senna e Nannini, ma dopo la squalifica del brasiliano viene classificato al secondo posto. Sale sul terzo gradino del podio ad Adelaide, ultima gara dell'anno. Con quaranta punti, conquistati grazie a una buona continuità di rendimento, si classifica al terzo posto nel campionato preceduto da Prost e Senna con le McLaren, ottenendo il suo miglior risultato nel mondiale.
1990

Imola, 13 maggio 1990. Patrese festeggia la vittoria nel Gran Premio di San Marino.

Nella stagione 1990 Patrese guida la FW13B derivata dal modello utilizzato alla fine dell'anno precedente. Inizia la stagione in modo anonimo con il nono posto nel Gran Premio degli Stati Uniti e il tredicesimo in Brasile. Al Gran Premio di San Marino, a Imola, si qualifica con il terzo tempo dietro le due McLaren; partito in seconda fila, a undici giri dalla fine prende il comando della gara e lo mantiene fino al termine andando a centrare la sua terza vittoria, quella che il pilota considera la più bella della carriera; a differenza del 1983, quando fu insultato e deriso dai ferraristi dopo un'uscita di pista mentre era in testa alla gara, questa volta viene applaudito da tutto il pubblico presente. Nei successivi Gran Premi ottiene buone prestazioni sia in qualifica, partendo dalla prima fila in Messico e Ungheria, sia in gara facendo segnare il giro veloce in Ungheria, Portogallo, Spagna e Giappone. Grazie alla buona affidabilità della vettura, alterna pochi ritiri a numerosi risultati utili che gli permettono di conquistare 23 punti e il settimo posto finale in Campionato. A Silverstone è il primo pilota a disputare il duecentesimo Gran Premio nella storia della formula 1..
1991
Nella stagione 1991 Patrese dovrebbe essere affiancato dal giovane italo-francese Alesi che poi rinuncia al contratto con la Williams per correre con la Ferrari; al suo posto ritorna in squadra Mansell che, dopo due anni sottotono proprio alla Ferrari, aveva annunciato il ritiro dalle corse. All'interno del team Patrese è stimato e apprezzato, non ci sono ordini di scuderia che lo possano limitare (anche se il britannico gode di alcuni privilegi) e guida una delle migliori macchine che abbia mai avuto a disposizione, condizioni che lo porteranno a disputare, a trentasette anni, la migliore stagione della sua lunga carriera.

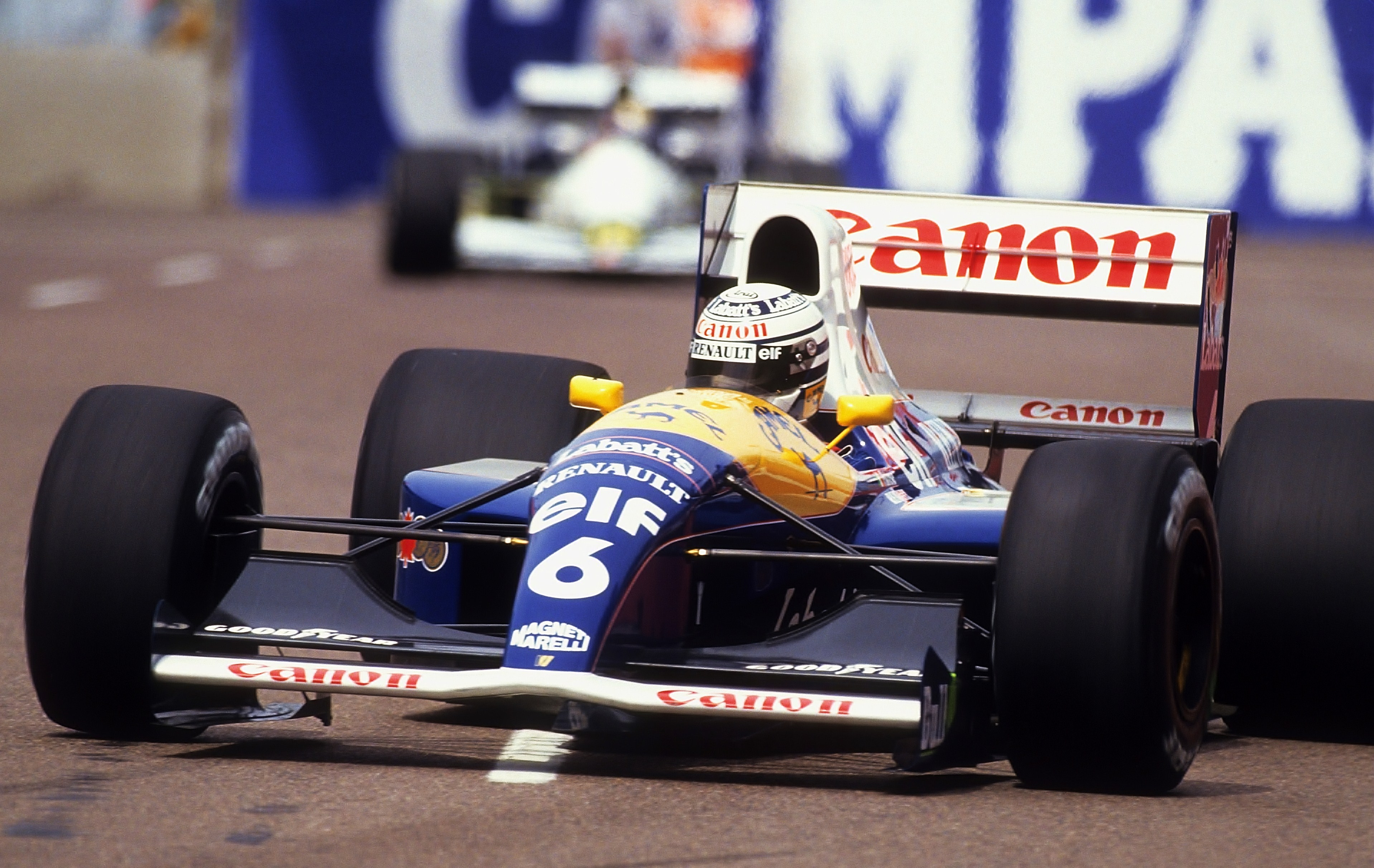
Phoenix, 10 marzo 1991. Patrese impegnato al volante dell'innovativa e performante Williams FW14.

La FW14 progettata da Patrick Head, spinta da un nuovo propulsore Renault e dotata di cambio semi automatico, sospensioni attive e controllo di trazione, si rivela subito veloce e competitiva, anche se inizialmente poco affidabile. Alla gara d'esordio negli Stati Uniti si ferma in posizione pericolosa con il cambio bloccato in folle, viene evitato da Piquet e dall'esordiente Häkkinen, ma centrato in pieno da Moreno, fortunatamente senza conseguenze per i due piloti. Dopo il secondo posto in Brasile si ritira a Imola e Monte Carlo, per poi iniziare un periodo molto positivo centrando in Canada la prima di tre pole position consecutive, anche se in gara viene rallentato da problemi al cambio e arriva terzo al traguardo.
Al Gran Premio del Messico parte male dalla pole e viene superato da Mansell, Senna e Alesi; nei primi giri sorpassa uno alla volta i tre piloti, riguadagnando la testa della corsa e, grazie a un ritmo elevatissimo, la mantiene fino alla fine andando a vincere il suo quarto Gran Premio. Guadagna la pole position anche in Francia, ma si classifica al quinto posto a un giro dal vincitore Mansell, mentre a Silverstone viene buttato fuori pista da Berger e si ritira. Torna sul podio a Hockenheim, dove segna il giro veloce e conclude la gara al secondo posto, e in Ungheria, corsa in cui è terzo. Dopo una buona qualifica, in Belgio viene retrocesso al diciassettesimo posto della griglia di partenza per irregolarità tecniche sulla vettura, ma in gara rimonta fino alla quinta posizione; a Monza parte dalla seconda fila, conquista la testa della corsa dopo aver sorpassato Berger, Mansell e Senna per poi ritirarsi, ancora per problemi al cambio.
In occasione del Gran Premio del Portogallo conquista la quarta pole stagionale; al via parte bene e mantiene il comando della gara fino a quando viene sorpassato dal compagno di squadra, poi squalificato; questo lo riporta in prima posizione e va a centrare la seconda vittoria stagionale davanti a Senna e Alesi. In Spagna, dopo aver segnato il giro veloce, taglia il traguardo in terza posizione come a Suzuka, mentre è quinto in Australia nell'ultima prova iridata, interrotta anticipatamente a causa di un violento temporale che rende impraticabile la pista. Conclude il suo migliore campionato in terza posizione preceduto da un inarrivabile Senna e dal compagno di squadra Mansell, che comunque riesce a battere frequentemente in qualifica e spesso in gara, ottenendo anche un maggior numero di risultati utili.
1992
Nonostante l'interessamento di altre squadre, Patrese rimane con la Williams anche nel 1992, anno in cui è lo sportivo italiano più pagato con uno stipendio di quasi 10 miliardi di lire, lavorando nel periodo invernale per sviluppare e migliorare ulteriormente la vettura, ribattezzata FW14B, con la consapevolezza di poter lottare per il Campionato del mondo. La squadra si affida invece a Mansell per tentare la scalata al titolo, assicurando al britannico la precedenza nelle modifiche sulla vettura e nell'uso del muletto, relegando di fatto l'italiano a seconda guida, ruolo che nel corso della stagione accetta mettendosi a disposizione della squadra e del compagno.
Il divario tra i due piloti è evidente già a inizio stagione quando Mansell vince cinque volte in cinque gare con Patrese secondo in quattro occasioni. Durante una sessione di prove a Imola perde il controllo della monoposto a causa dell'afflosciamento di uno pneumatico schiantandosi contro un muretto fortunatamente senza gravi conseguenze; il primo pilota a fermarsi per soccorerlo è l'amico Alboreto che assiste all'incidente mentre Mansell parte dai box in bicicletta per andare a sincerarsi delle condizioni del compagno di squadra. Nella parte centrale del campionato la situazione non cambia tanto che parte sempre dalla prima fila e sale spesso sul podio preceduto dal compagno di scuderia; in Francia riesce a portarsi al comando, ma dopo l'interruzione della corsa a causa della pioggia troppo intensa, da Frank Williams arriva l'ordine di scuderia di lasciare strada a Mansell, che vince quindi la gara davanti al padovano. La prima soddisfazione dell'anno arriva in Ungheria, dove ottiene la pole position battendo l'inglese e Senna, anche se in gara è costretto al ritiro dopo essere stato a lungo in testa.

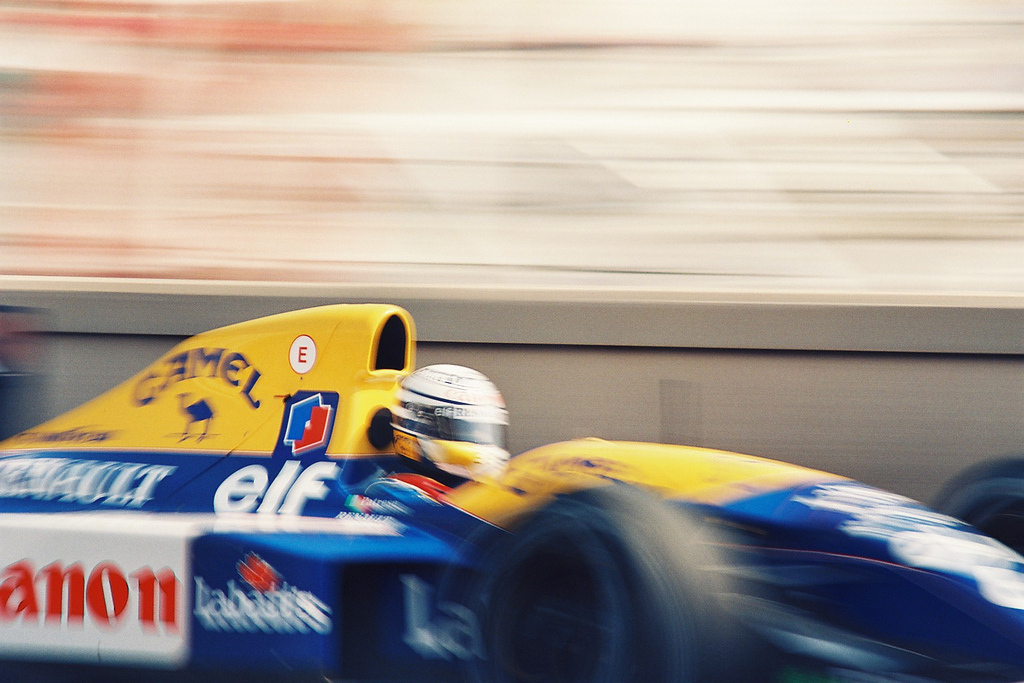
Monte Carlo, 28 maggio 1992. Patrese guida la Williams FW14B nell'impegnativo Gran Premio di Monaco, concluso al terzo posto.

In settembre, dopo il Gran Premio del Belgio, la Benetton annuncia di avere ingaggiato per la stagione seguente Patrese, che dopo la lunga permanenza in Williams non viene confermato per fare posto a Prost. A Monza si trova in testa alla gara a pochi giri dalla fine quando, ormai sicuro di poter vincere, il cambio si blocca in quarta marcia, le sospensioni attive perdono funzionalità e la vettura corre con il posteriore eccessivamente abbassato e l'anteriore appena appoggiato sull'asfalto; con grandi rischi porta a termine la prova per racimolare qualche punto utile nella lotta con Schumacher per il secondo posto in Campionato. Dopo la gara Frank Williams gli propone di rimanere con la sua squadra ancora per una stagione, ma Patrese declina l'offerta deciso a rispettare il contratto stipulato con la Benetton. All'Estoril, mentre si appresta a sorpassare Berger, questi frena in modo improvviso e pericoloso per rientrare ai box; non potendolo evitare Patrese lo tampona e la macchina si impenna, sollevandosi da terra, e si schianta contro il muretto. Nonostante la monoposto sia completamente distrutta, il pilota non riporta gravi conseguenze. Al successivo Gran Premio del Giappone le Williams partono in prima fila con Mansell in pole position e conducono la gara fino a quando l'inglese rallenta e lascia passare il compagno, consentendo a Patrese di vincere il suo sesto Gran Premio alla fine di una stagione difficile in cui comunque diventa vicecampione del mondo dopo aver aiutato Mansell e la Williams a vincere il titolo piloti e quello costruttori.

#### L'ultimo anno in Benetton (1993)

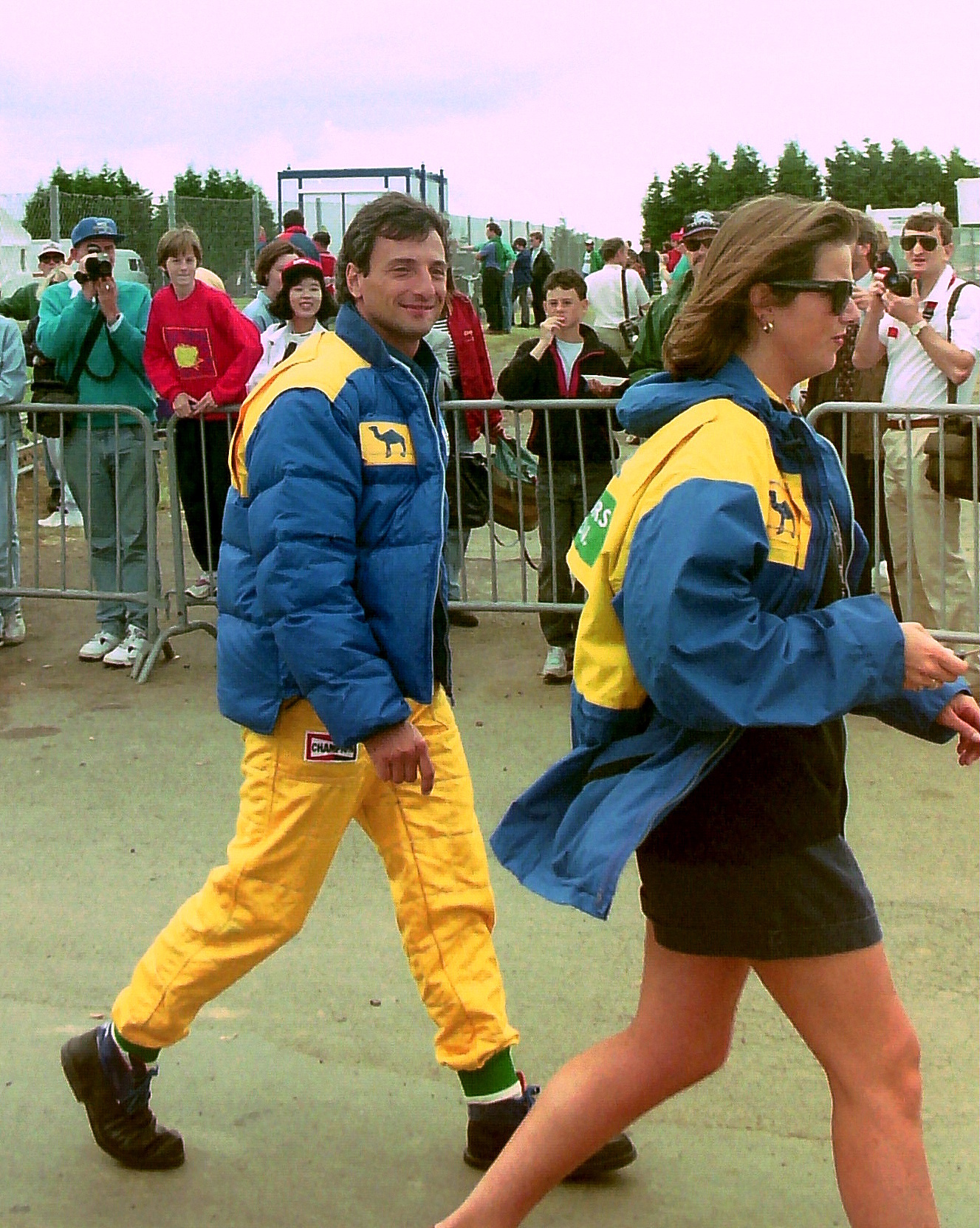
Patrese nel paddock di Silverstone prima del Gran Premio di Gran Bretagna 1993

Patrese disputa la stagione 1993 per la Benetton, con cui aveva avuto dei contatti già due anni prima, firmando un contratto di un anno dopo non essere stato confermato dalla Williams che, alla fine di una lunga e proficua collaborazione con l'italiano, preferisce prendere Prost di rientro alle corse; viene assunto da Briatore, capo della scuderia anglo trevigiana, per la grande esperienza da mettere a disposizione del team unita a una competitività ancora elevata, diventando seconda guida per il giovane e promettente Michael Schumacher, futuro pluricampione del mondo.
Alla fine del 1992 partecipa a un test a Le Castellet dove fatica a trovare il feeling con la vettura, preparata per le caratteristiche di guida di Schumacher, e polemizza con la squadra rifiutando di svolgere la simulazione di un Gran Premio, poi affidata al collaudatore Alex Zanardi. Inizia il campionato con la B193A, con cui si ritira due volte, poi sostituita dalla B193B alternando ritiri e discreti piazzamenti; il compagno di squadra si dimostra molto più veloce e competitivo di Patrese, da parte sua convinto che la superiorità del tedesco dipenda solo dai privilegi di cui godrebbe in squadra, e di essere in grado di batterlo avendo a disposizione gli stessi mezzi. Si arriva così al Gran Premio di Gran Bretagna in cui i due piloti devono qualificarsi utilizzando entrambi la vettura dell'italiano, che confida quindi di battere il giovane compagno, e che invece viene superato nettamente. Patrese ammette la sconfitta affermando:
(Riccardo Patrese, dal libro Michael Schumacher: leggenda di un uomo normale.)

Michael Schumacher al volante della Benetton nel 1993; la netta superiorità del giovane compagno di squadra porterà Patrese a ritirarsi a fine stagione

In gara arriva terzo al traguardo, primo podio stagionale, preceduto dal vincitore Prost e da Schumacher. A Hockenheim festeggia il duecentocinquantesimo Gran Premio, sale sul secondo gradino del podio in Ungheria, è sesto a Spa e quinto a Monza. Nonostante i buoni risultati la stagione di Patrese è piuttosto difficile in quanto subisce costantemente la superiorità agonistica di Schumacher ma soprattutto le vessazioni di Briatore che, nel 1994, commentando in modo ironico e polemico la stagione dell'italiano dirà: «Era già un ex pilota». Il Gran Premio d'Australia è l'ultimo disputato da Riccardo Patrese, il numero 256, record storico rimasto imbattuto fino al Gran Premio di Turchia 2008 quando viene superato dal brasiliano Rubens Barrichello, che proprio nel 1993 fa il suo esordio in Formula 1. Conclude il campionato al quinto posto con meno della metà dei punti ottenuti dal compagno di squadra.

#### Le esperienze dopo il ritiro
Con la consapevolezza di aver ottenuto meno di quanto sperato sul piano agonistico, Patrese ha affermato di ritenersi soddisfatto della sua lunga carriera che gli ha portato successi, popolarità, benessere e ha più volte ribadito di essere orgoglioso di aver fatto le sue scelte, giuste o sbagliate, senza farsi influenzare e in modo particolare è fiero del fatto di essere sempre stato cercato dalle squadre e di non aver mai portato soldi per gareggiare; l'unico rammarico è quello di non aver mai trovato un accordo per correre con la Ferrari nonostante i numerosi contatti.
Dopo la delusione dell'ultima stagione con la Benetton e il conseguente ritiro, Patrese medita il rientro in Formula 1 ed entra in contatto con la Sauber motorizzata Mercedes per collaborare allo sviluppo della vettura. Nel 1994 Patrese prende accordi con Frank Williams per disputare dei test e discutere il rientro alle competizioni nella stagione successiva, ma dopo la tragica morte di Senna a Imola, quando diventa uno dei possibili sostituti del brasiliano, decide di ritirarsi definitivamente dalla Formula 1. In una successiva intervista dichiara:
(Riccardo Patrese, in un'intervista sul Corriere della Sera del 26 aprile 2001)
Patrese non tornerà più a gareggiare nella massima serie, anche se negli anni successivi prenderà parte ad alcune prove. Nel 1996, a quarantadue anni e dopo tre senza guidare una monoposto, partecipa a un test con la Williams FW18 a Silverstone percorrendo un giro lanciato in un minuto e ventotto secondi; al Gran Premio di Gran Bretagna della stagione in corso si sarebbe qualificato con il quinto tempo a un secondo dal poleman Hill con la stessa macchina. Nel settembre del 2008, all'età di cinquantaquattro anni, torna a guidare una monoposto di Formula 1 sul circuito di Jerez de la Frontera portando a termine venti giri con la Honda RA107.

### Endurance

#### I trionfi nel Mondiale Marche con la Lancia (1979-1985)

Patrese impegnato in una prova del Giro automobilistico d'Italia nel 1978 con la Fiat Ritmo Gruppo 2

Tra la fine degli anni settanta e la prima metà degli anni ottanta Riccardo Patrese è impegnato su due fronti gareggiando in Formula 1 e nell'endurance, categoria in cui lega il suo nome alla Lancia, guidando con successo le vetture della casa torinese nel Mondiale marche.
Dopo l'esperienza positiva al Giro d'Italia del 1978, quarto di classe e primo di categoria al volante della piccola Fiat Ritmo 75 TC, Patrese viene assunto dalla Lancia per pilotare la Beta Montecarlo Turbo del Gruppo 5 nella stagione 1979; dopo un periodo dedicato allo sviluppo e ai collaudi porta la vettura all'esordio in gara con Walter Röhrl in occasione della 1000 km di Silverstone ritirandosi; nello stesso anno segna la pole position alla 6 Ore di Pergusa tagliando il traguardo in seconda posizione, primo di classe, in coppia con Carlo Facetti.

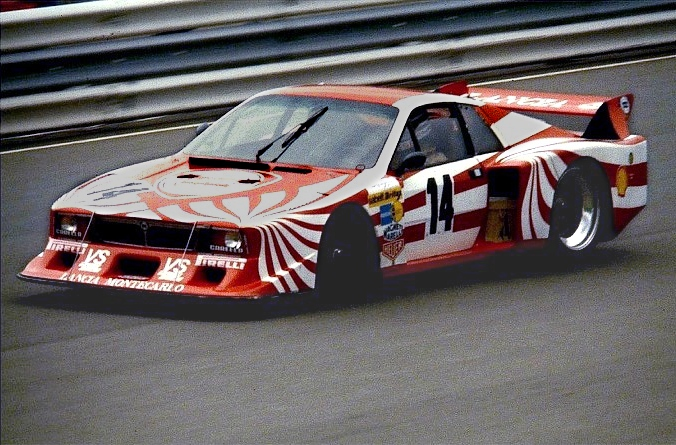
Nürburg, 24 maggio 1980. Patrese al volante della Lancia Beta Montecarlo alla 1000 km del Nürburgring.

Nella stagione 1980 disputa sette prove del Campionato vincendo le 6 Ore di Brands Hatch con Walter Röhrl, del Mugello con Eddie Cheever e di Watkins Glen con Hans Heyer e sale sul terzo gradino del podio alla 1000 km di Monza e alla 6 ore di Vallelunga contribuendo alla vittoria della Lancia nel Mondiale Marche; a fine stagione si impone al Giro d'Italia con Markku Alén e Ilkka Kivimaki. Dalla stagione 1981 le Lancia Montecarlo ufficiali vengono gestite dal Martini Racing; Patrese partecipa a tutte le sei prove valide per il Campionato, si ritira alla 24 Ore di Le Mans che disputa per la prima volta, per poi vincere come l'anno precedente la 6 Ore di Watkins Glen, questa volta con Michele Alboreto, mentre la Lancia si aggiudica il secondo titolo consecutivo.
Il Martini Racing porta in gara per la stagione 1982 la nuova LC1, barchetta del Gruppo 6. A Monza, prima gara stagionale, Patrese centra la pole position ma dopo aver segnato il giro veloce in gara è costretto al ritiro mentre vince a Silverstone in coppia con Alboreto ottenendo anche un altro giro veloce. Durante le prove della 1000 km del Nürburgring la vettura di Patrese perde aderenza in un dosso impennandosi e si ferma appoggiata sul roll-bar con le ruote in aria e il pilota svenuto sotto la vettura; Alboreto, che assiste all'incidente, è il primo a fermarsi per aiutare i commissari di percorso a estrarre il compagno di squadra che si riprende senza gravi conseguenze e il giorno successivo parte regolarmente. In gara, dopo una foratura, si rompe il cambio e Patrese è costretto a salire sulla macchina di Alboreto e Fabi, portandola fino al traguardo in prima posizione. Si ritira alla 24 Ore di Le Mans, è terzo a Spa, si ritira nuovamente al Mugello dove parte dalla pole position per poi giungere secondo al Fuji e Brands Hatch. Conclude la stagione al secondo posto del Campionato mondiale piloti, assegnato per la prima volta, con ottantasette punti contro i novantacinque di Jacky Ickx.

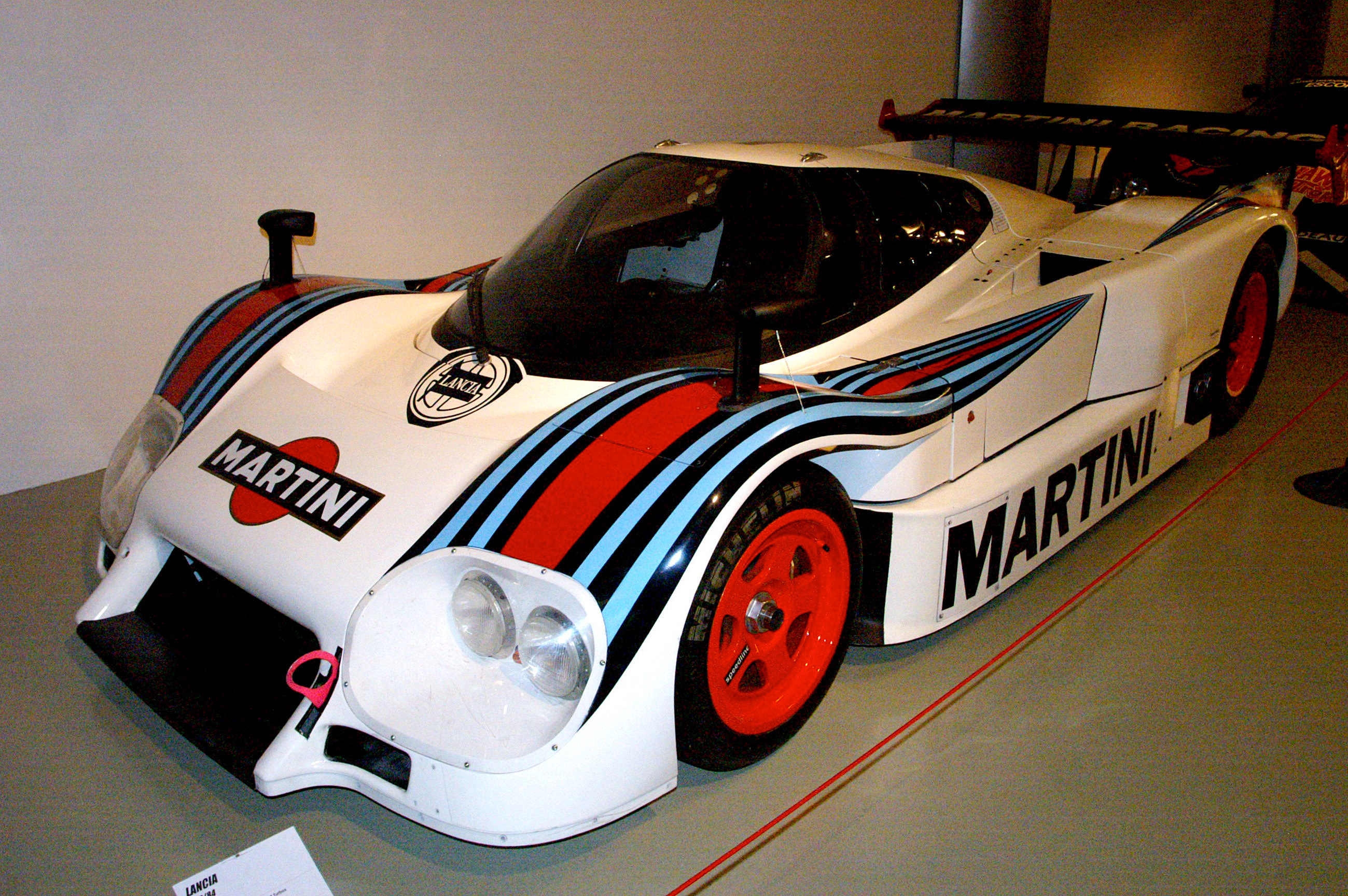
Una Lancia LC2 del Martini Racing esposta nel museo di Le Mans

Nelle stagioni 1983, 1984 e 1985 non partecipa assiduamente al campionato dove guida ancora le Lancia ufficiali del Martini Racing. La LC2 utilizzata in questo triennio è un prototipo del Gruppo C veloce, ma non sempre affidabile, con cui Patrese segna sei pole position, quattro giri veloci e vince le 1000 km Kyalami e di Spa.

#### Il ritorno a Le Mans con la Nissan (1997)

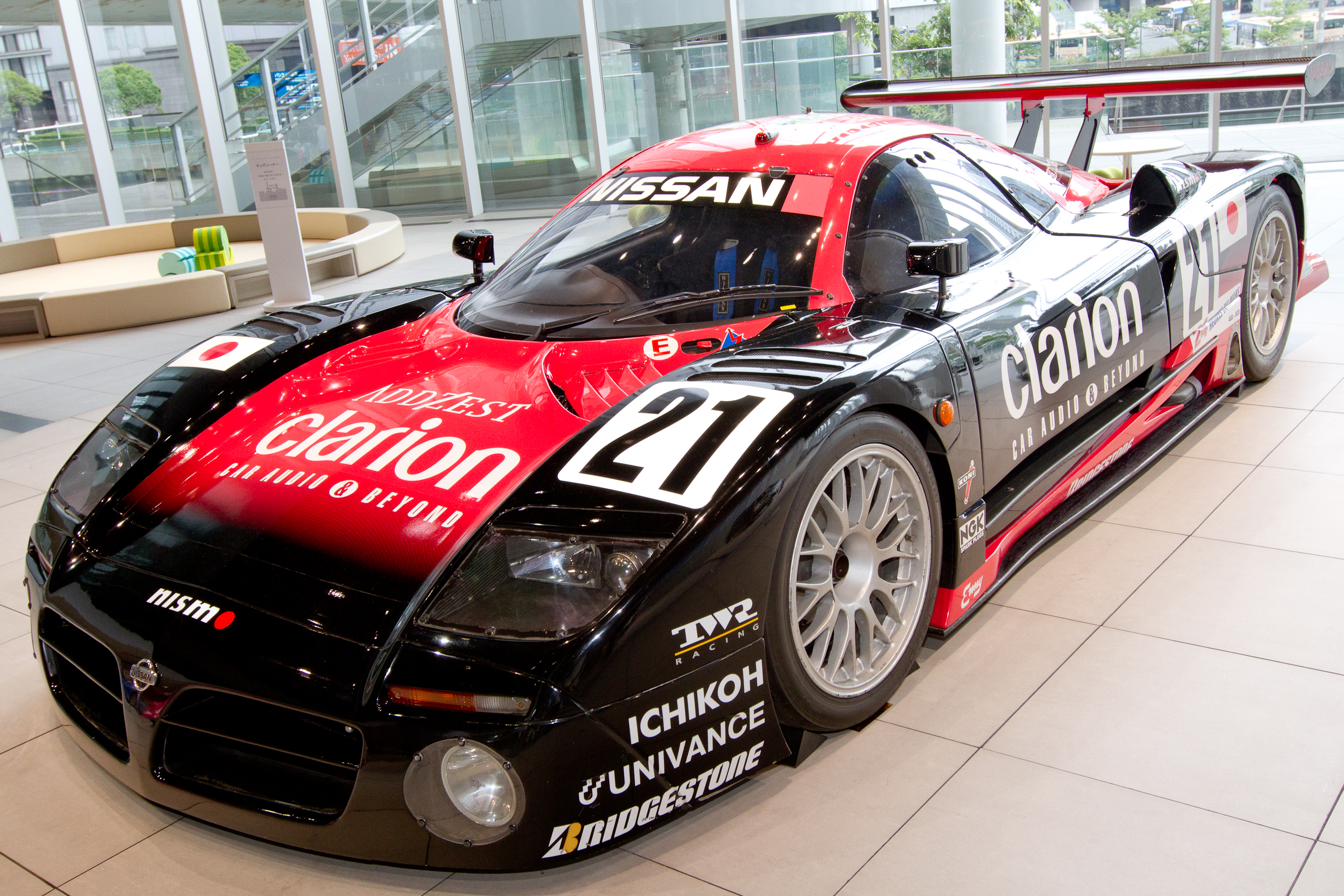
Una Nissan R390 GT1 come quella guidata da Patrese a Le Mans nel 1997

Nel 1997 ritorna al volante di una Sport Prototipo per partecipare alla 24 Ore di Le Mans con Eric van de Poele e Aguri Suzuki alla guida della Nissan R390 GT1 ufficiale. Nelle prequalifiche di maggio ottengono il diciassettesimo tempo. Nelle prove ufficiali si qualificano con il quarto tempo, ma in gara sono costretti al ritiro per problemi al cambio dopo dieci ore e centoventuno giri.

### Altre competizioni
Nel 1980 partecipa alla gara di Imola del Campionato Production Car con una BMW M1 piazzandosi al nono posto. Nel 1987 con una BMW M3 in coppia con Johnny Cecotto vince la 500 km di Monza, valida per il Campionato del mondo turismo, ma vengono squalificati per irregolarità tecniche come le altre M3 in gara, mentre alla 500 km di Imola del Campionato europeo turismo parte dalla pole position ma è costretto al ritiro in gara.
Con l'Alfa 75 Turbo ufficiale prende parte al Campionato italiano superturismo del 1988; dopo i secondi posti a Vallelunga e Mugello sigla la pole a Magione e vince la gara, si ritira a Monza ed è diciottesimo a Imola. In occasione del Gran Premio d'Italia di Formula 1 porta in pista per un'esibizione pubblica l'Alfa 164 Pro Car, un prototipo dotato di un motore V10 di 3,5 litri in grado di erogare 620 CV nascosto sotto la carrozzeria apparentemente di serie, portandola alla velocità di 329 km/h. Con i rallysti Miki Biasion e Tiziano Siviero vince il Giro d'Italia al volante di un'Alfa 75 Turbo in versione IMSA, bissando il successo del 1980.
Prende parte alla Super Tourenwagen Cup del 1995 con la Ford Mondeo 4x4 ma non ottiene risultati di rilievo.
Partecipa ad alcune prove del Grand Prix Masters, una serie riservata a ex piloti di Formula 1. Nel 2005, alla gara di Kyalami, si qualifica con il terzo tempo e conclude la corsa nelle stessa posizione battuto da Nigel Mansell ed Emerson Fittipaldi; l'anno successivo disputa altre due gare piazzandosi decimo a Losail e sesto a Silverstone.

## Palmarès

### Karting
- Campionato mondiale (1974)
- Campionato europeo a squadre (1973 e 1974)
- Campionato italiano I categoria (1972)

### Automobilismo
- Campionato europeo di Formula 3 (1976)
- Campionato italiano assoluto di velocità (1980, 1989, 1990, 1991, 1992 e 1993)
- Campionato italiano di Formula 2 (1977)
- Campionato italiano di Formula 3 (1976)
- Gran Premio del Giappone (1992)
- Gran Premio del Messico (1991)
- Gran Premio di Monaco (1982)
- Gran Premio del Portogallo (1991)
- Gran Premio di San Marino (1990)

- Gran Premio del Sudafrica (1983)
- 1000 km di Kyalami (1984)
- 1000 km del Nürburgring (1982)
- 1000 km di Spa (1985)
- 6 Ore di Brands Hatch (1980)
- 6 Ore del Mugello (1980)
- 6 Ore di Silverstone (1982)
- 6 Ore di Watkins Glen (1980 e 1981)

## Risultati
Campionato mondiale Formula 1
| 1977 | Scuderia | Vettura |  |  |  |  |  |   |     |  |     |     |    |  |    |     |  |    |   | Punti | Pos. |
| ---- | -------- | ------- |  |  |  |  |  | - | --- |  | --- | --- | -- |  | -- | --- |  | -- | - | ----- | ---- |
| 1977 | Shadow   | DN8     |  |  |  |  |  | 9 | Rit |  | Rit | Rit | 10 |  | 13 | Rit |  | 10 | 6 | 1     | 20º  |

| 1978 | Scuderia | Vettura  |  |    |     |   |   |     |     |   |   |     |   |     |     |     |    |   |  | Punti | Pos. |
| ---- | -------- | -------- |  | -- | --- | - | - | --- | --- | - | - | --- | - | --- | --- | --- | -- | - |  | ----- | ---- |
| 1978 | Arrows   | FA1 e A1 |  | 10 | Rit | 6 | 6 | Rit | Rit | 2 | 8 | Rit | 9 | Rit | Rit | Rit | ES | 4 |  | 11    | 12º  |

| 1979 | Scuderia | Vettura  |    |   |    |     |    |   |     |    |     |     |     |     |    |     |     |  |  | Punti | Pos. |
| ---- | -------- | -------- | -- | - | -- | --- | -- | - | --- | -- | --- | --- | --- | --- | -- | --- | --- |  |  | ----- | ---- |
| 1979 | Arrows   | A1B e A2 | NP | 9 | 11 | Rit | 10 | 5 | Rit | 14 | Rit | Rit | Rit | Rit | 13 | Rit | Rit |  |  | 2     | 20º  |

| 1980 | Scuderia | Vettura |     |   |     |   |     |   |   |   |   |    |     |     |     |     |  |  |  | Punti | Pos. |
| ---- | -------- | ------- | --- | - | --- | - | --- | - | - | - | - | -- | --- | --- | --- | --- |  |  |  | ----- | ---- |
| 1980 | Arrows   | A3      | Rit | 6 | Rit | 2 | Rit | 8 | 9 | 9 | 9 | 14 | Rit | Rit | Rit | Rit |  |  |  | 7     | 9º   |

| 1981 | Scuderia | Vettura |     |   |   |   |     |     |     |    |    |     |     |     |     |     |    |  |  | Punti | Pos. |
| ---- | -------- | ------- | --- | - | - | - | --- | --- | --- | -- | -- | --- | --- | --- | --- | --- | -- |  |  | ----- | ---- |
| 1981 | Arrows   | A3      | Rit | 3 | 7 | 2 | Rit | Rit | Rit | 14 | 10 | Rit | Rit | Rit | Rit | Rit | 11 |  |  | 10    | 11º  |

| 1982 | Scuderia | Vettura     |     |     |   |  |     |   |     |   |    |     |     |     |     |   |     |     |  | Punti | Pos. |
| ---- | -------- | ----------- | --- | --- | - |  | --- | - | --- | - | -- | --- | --- | --- | --- | - | --- | --- |  | ----- | ---- |
| 1982 | Brabham  | BT50 e BT49 | Rit | Rit | 3 |  | Rit | 1 | Rit | 2 | 15 | Rit | Rit | Rit | Rit | 5 | Rit | Rit |  | 21    | 10º  |

| 1983 | Scuderia | Vettura |     |    |     |     |     |     |     |     |     |   |     |   |     |   |   |  |  | Punti | Pos. |
| ---- | -------- | ------- | --- | -- | --- | --- | --- | --- | --- | --- | --- | - | --- | - | --- | - | - |  |  | ----- | ---- |
| 1983 | Brabham  | BT52    | Rit | 10 | Rit | Rit | Rit | Rit | Rit | Rit | Rit | 3 | Rit | 9 | Rit | 7 | 1 |  |  | 13    | 9º   |

| 1984 | Scuderia   | Vettura |     |   |     |     |     |     |     |     |     |    |     |    |     |   |   |   |  | Punti | Pos. |
| ---- | ---------- | ------- | --- | - | --- | --- | --- | --- | --- | --- | --- | -- | --- | -- | --- | - | - | - |  | ----- | ---- |
| 1984 | Alfa Romeo | 184T    | Rit | 4 | Rit | Rit | Rit | Rit | Rit | Rit | Rit | 12 | Rit | 10 | Rit | 3 | 6 | 8 |  | 8     | 13º  |

| 1985 | Scuderia   | Vettura      |     |     |     |     |    |     |    |   |     |     |     |     |     |   |     |     |  | Punti | Pos. |
| ---- | ---------- | ------------ | --- | --- | --- | --- | -- | --- | -- | - | --- | --- | --- | --- | --- | - | --- | --- |  | ----- | ---- |
| 1985 | Alfa Romeo | 185T e 184TB | Rit | Rit | Rit | Rit | 10 | Rit | 11 | 9 | Rit | Rit | Rit | Rit | Rit | 9 | Rit | Rit |  | 0     |      |

| 1986 | Scuderia | Vettura     |     |     |   |     |   |     |   |   |     |     |     |     |     |     |    |     |  | Punti | Pos. |
| ---- | -------- | ----------- | --- | --- | - | --- | - | --- | - | - | --- | --- | --- | --- | --- | --- | -- | --- |  | ----- | ---- |
| 1986 | Brabham  | BT55 e BT54 | Rit | Rit | 6 | Rit | 8 | Rit | 6 | 7 | Rit | Rit | Rit | Rit | Rit | Rit | 13 | Rit |  | 2     | 17º  |

| 1987 | Scuderia           | Vettura      |     |   |     |     |   |     |     |     |   |     |     |     |    |   |    |   |  | Punti | Pos. |
| ---- | ------------------ | ------------ | --- | - | --- | --- | - | --- | --- | --- | - | --- | --- | --- | -- | - | -- | - |  | ----- | ---- |
| 1987 | Brabham e Williams | BT56 e FW11B | Rit | 9 | Rit | Rit | 9 | Rit | Rit | Rit | 5 | Rit | Rit | Rit | 13 | 3 | 11 | 9 |  | 6     | 13º  |

| 1988 | Scuderia | Vettura |     |    |   |     |     |     |     |   |     |   |     |   |     |   |   |   |  | Punti | Pos. |
| ---- | -------- | ------- | --- | -- | - | --- | --- | --- | --- | - | --- | - | --- | - | --- | - | - | - |  | ----- | ---- |
| 1988 | Williams | FW12    | Rit | 13 | 6 | Rit | Rit | Rit | Rit | 8 | Rit | 6 | Rit | 7 | Rit | 5 | 6 | 4 |  | 8     | 11º  |

| 1989 | Scuderia | Vettura      |     |     |    |   |   |   |   |     |   |     |     |   |     |   |   |   |  | Punti | Pos. |
| ---- | -------- | ------------ | --- | --- | -- | - | - | - | - | --- | - | --- | --- | - | --- | - | - | - |  | ----- | ---- |
| 1989 | Williams | FW12C e FW13 | Rit | Rit | 15 | 2 | 2 | 2 | 3 | Rit | 4 | Rit | Rit | 4 | Rit | 5 | 2 | 3 |  | 40    | 3º   |

| 1990 | Scuderia | Vettura |   |    |   |     |     |   |   |     |   |   |     |   |   |   |   |   |  | Punti | Pos. |
| ---- | -------- | ------- | - | -- | - | --- | --- | - | - | --- | - | - | --- | - | - | - | - | - |  | ----- | ---- |
| 1990 | Williams | FW13B   | 9 | 13 | 1 | Rit | Rit | 9 | 6 | Rit | 5 | 4 | Rit | 5 | 7 | 5 | 4 | 6 |  | 23    | 7º   |

| 1991 | Scuderia | Vettura |     |   |     |     |   |   |   |     |   |   |   |     |   |   |   |   |  | Punti | Pos. |
| ---- | -------- | ------- | --- | - | --- | --- | - | - | - | --- | - | - | - | --- | - | - | - | - |  | ----- | ---- |
| 1991 | Williams | FW14    | Rit | 2 | Rit | Rit | 3 | 1 | 5 | Rit | 2 | 3 | 5 | Rit | 1 | 3 | 3 | 5 |  | 53    | 3º   |

| 1992 | Scuderia | Vettura |   |   |   |     |   |   |     |   |   |   |     |   |   |     |   |     |  | Punti | Pos. |
| ---- | -------- | ------- | - | - | - | --- | - | - | --- | - | - | - | --- | - | - | --- | - | --- |  | ----- | ---- |
| 1992 | Williams | FW14B   | 2 | 2 | 2 | Rit | 2 | 3 | Rit | 2 | 2 | 8 | Rit | 3 | 5 | Rit | 1 | Rit |  | 56    | 2º   |

| 1993 | Scuderia | Vettura       |     |     |   |     |   |     |     |    |   |   |   |   |   |    |     |   |  | Punti | Pos. |
| ---- | -------- | ------------- | --- | --- | - | --- | - | --- | --- | -- | - | - | - | - | - | -- | --- | - |  | ----- | ---- |
| 1993 | Benetton | B193A e B193B | Rit | Rit | 5 | Rit | 4 | Rit | Rit | 10 | 3 | 5 | 2 | 6 | 5 | 16 | Rit | 8 |  | 20    | 5º   |

| Legenda | 1º posto     | 2º posto | 3º posto    | A punti         | Senza punti/Non class.  | Grassetto – Pole position Corsivo – Giro più veloce |
| Legenda | Squalificato | Ritirato | Non partito | Non qualificato | Solo prove/Terzo pilota | Grassetto – Pole position Corsivo – Giro più veloce |

## Riconoscimenti

Alboreto e Patrese alla premiazione dei Caschi d'Oro di Autosprint

Nella sua lunga carriera al volante di kart, monoposto, sportprototipi e vetture turismo Riccardo Patrese è stato premiato con prestigiosi riconoscimenti per i suoi meriti sportivi:
1972: Pilota d'Oro Karting.
1973: Medaglia d'argento al valore atletico per la vittoria nel Campionato europeo di kart.
1974: Medaglia d'oro al valore atletico per la vittoria nel Campionato del mondo di kart e Medaglia d'oro della rivista Autosprint.
1976: Casco d'oro della rivista Autosprint, Premio Ascari, Castellotti, Musso e Premio Rocca Pendice.
1977: Premio Chevron per l'automobilismo.
1979: Premio nazionale La Torretta per lo sport.
1980: Miglior pilota italiano dell'anno, Premio Ascari, Castellotti, Musso.
1981: Campione del triveneto per i lettori de La Gazzetta dello Sport.
1989: Premio Il Gattamelata per i lettori dello Sportivo Padovano, Trofeo d'eccellenza dell'Associazione Nazionale Corridori Automobilisti, Trofeo Ludovico Scarfiotti, Miglior pilota italiano, Medaglia d'argento al valore atletico per il terzo posto nel Campionato del mondo di Formula 1, Medaglia di bronzo al valore atletico per la vittoria nel Campionato italiano assoluto di velocità.
2023: Cittadinanza onoraria di Badia Polesine.
Nel 2011, nell'ambito del Premio Internazionale Fair Play Mecenate di Cortona, ha ricevuto un riconoscimento per l'impegno sociale grazie all'attività svolta con la Nazionale Piloti ed è stato nominato Ambasciatore del Fair Play.